# Gisbert Hasenjaeger
Gisbert Hasenjaeger (Hildesheim, 1 de junho de 1919 – Münster, 2 de setembro de 2006) foi um matemático alemão.

## Vida e obra
Na Segunda Guerra Mundial participou da campanha da Rússia, onde foi em janeiro de 1942 gravemente ferido. Esteve depois sob a direção de Heinrich Scholz no Referat IV a do Cipher Department of the High Command of the Wehrmacht com Karl Stein, responsável pela segurança da Enigma.
Estudou lógica matemática a partir de 1945 com Heinrich Scholz na Universidade de Münster, obtendo um doutorado em 1950, com a tese Topologische Untersuchungen zur Semantik und Syntax eines erweiterten Prädikatenkalküls,) onde obteve a habilitação em 1953. Com Scholz escreveu o livro-texto Grundzüge der Mathematischen Logik.
Independente e simultaneamente com Leon Henkin desenvolveu em 1949 uma nova prova do teorema da completude de Gödel.
Dentre seus orientados de doutorado constam Ronald Jensen e Dieter Rödding.

## Obras
- Einführung in die Grundbegriffe und Probleme der modernen Logik. Alber, Freiburg, München 1962 (englische Übersetzung: Introduction to the basic concepts and problems of modern logic, Reidel 1972).
- om Heinrich Scholz: Grundzüge der mathematischen Logik, Springer 1961.